# Chris Huffins
Chris Huffins (Brooklyn, 15 aprile 1970) è un ex multiplista statunitense.

## Palmarès

### Giochi olimpici
- 1 medaglia:
  - 1 bronzo (Sydney 2000 nel decathlon)

### Mondiali
- 1 medaglia:
  - 1 bronzo (Siviglia 1999 nel decathlon)

### Giochi panamericani
- 1 medaglia:
  - 1 oro (Winnipeg 1999 nel decathlon)

### Goodwill Games
- 1 medaglia:
  - 1 argento (New York 1998 nel decathlon)